# أنجيلا بوين
أنجيلا بوين (بالإنجليزية: Angela Bowen)‏ هي أكاديمية أمريكية، ولدت في 6 فبراير 1936 في بوسطن في الولايات المتحدة، وتوفيت في 12 يوليو 2018 في لونغ بيتش في الولايات المتحدة.